# ロイヤルハントカップ
ロイヤルハントカップ（Royal Hunt Cup）はイギリスのアスコット競馬場で行われるハンデキャップ競走である。

## 概要
この競走は1843年に創設され、当初は7ハロン166ヤードの右回りのコースで施行されていた。第1回はKnight of the Whistleが優勝した。
1930年に距離が7ハロン155ヤードに短縮され、1956年に現在の距離に延長された。現在は直線コースで行わており、大きいフィールドが特徴である。
現在は5日間にわたって開催されるロイヤルアスコット開催の2日目に施行されており、ゴールドカップ及びクイーンズヴェースと同様に優勝杯が優勝馬の馬主に授与される。

## 歴代優勝馬（2000年以降）
- 2000  Caribbean Monarch
- 2001  Surprise Encounter
- 2002  Norton
- 2003  Macadamia
- 2004  Mine
- 2005  New Seeker
- 2006  Cesare
- 2007  Royal Oath
- 2008  Mr Aviator
- 2009  Forgotten Voice
- 2010  Invisible Man
- 2011  Julienas
- 2012  Prince of Johanne
- 2013  Belgian Bill
- 2014  Field Of Dream
- 2015  GM Hopkins
- 2016  Portage
- 2017  Zhui Feng
- 2018  Settle For Bay
- 2019  Afaak
- 2020  Dark Vision
- 2021  Real World
- 2022  Dark Shift
- 2023  Jimi Hendrix
- 2024  Wild Tiger
- 2025  My Cloud